# James Stirling
James Stirling   (Stirling, 11 de maig de 1692 - Edimburg, 5 de desembre de 1770) va ser un matemàtic escocès del segle xviii conegut pel seu llibre de càlcul diferencial.

## Vida
No es coneix res dels primers anys de la vida de James Stirling. El 1710 va ingressar a la universitat d'Oxford i l'any següent al Balliol College d'aquesta universitat, en la que va ser deixeble de John Keill.
El 1715 abandona la universitat, sense graduar-se i accepta un lloc de professor a Venècia, probablement a la universitat de Pàdua.
El 1725 es troba novament a Londres sense tenir una ocupació fixa. Uns anys després sembla haver tingut alguna ocupació a l'acadèmia de Watt. El 1726 és escollit membre de la Royal Society i, poc després, comença la seva copiosa correspondència amb Colin Maclaurin.

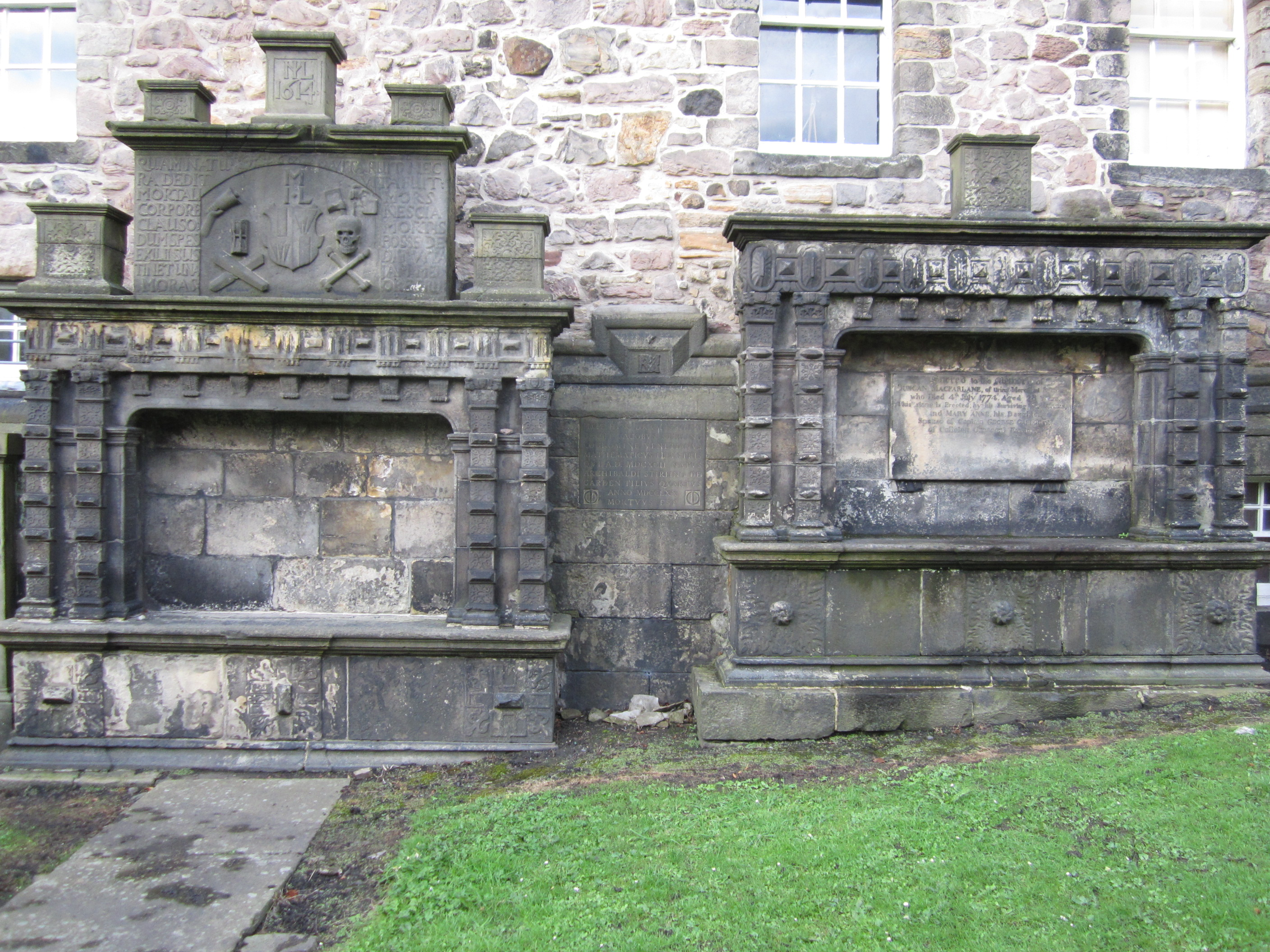
Tomba de James Stirling al cementiri Greyfriars Kirkyard d'Edimburg. És la petita llosa que es troba entre els dos panteons.

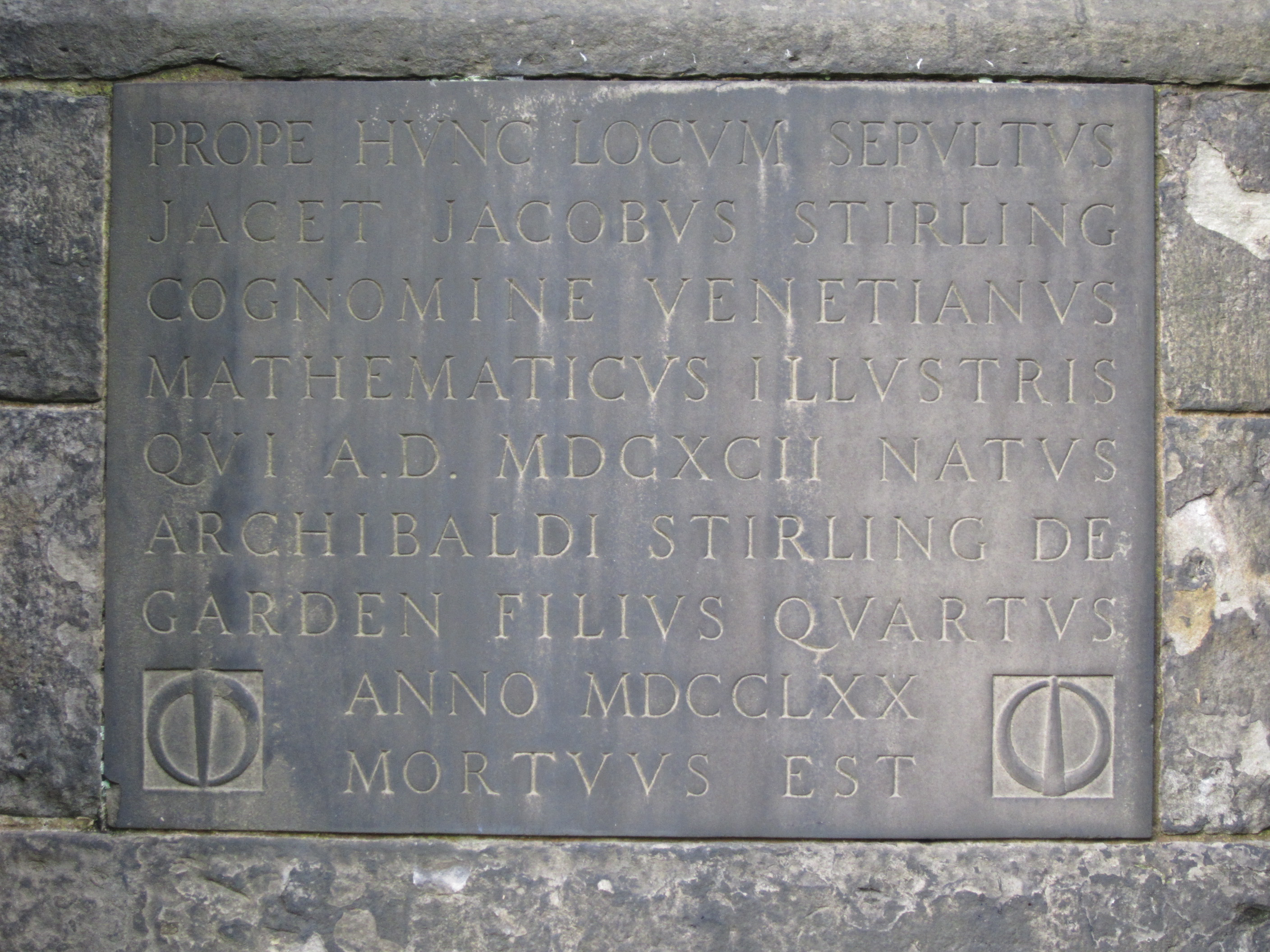
Detall de la tomba de James Stirling

El 1735 retorna a Escòcia en ser nomenat administrador de les mines de plom (les Lead Hills Mines), convertint-les en un pròsper negoci per als seus accionistes i reorganitzant la producció i millorant les condicions de vida dels miners.
Es va casar amb Barbara Watson, amb qui va tenir una filla, Christian, que es va casar amb el seu cosí, Archibald of Garden, qui el va succeir com gerent de la companyia minera.

## Obra
Stirling serà sempre recordat pel seu llibre Methodus Differentialis sive Tractatus de Summatione et Interpolatione Serierum Infinitarum (Londres, 1730), que és un dels texts clàssics més antics sobre anàlisi numèrica. No solament conté les idees per les que Stirling és recordat encara avui en dia (nombres de Stirling, fórmula de Stirling, etc.), sinó que també s'hi pot trobar material original sobre transformacions de sèries i sobre límits. El llibre està basat en el mètode diferencial de Newton i les posteriors aportacions de Brook Taylor i Roger Cotes. Stirling ja n'havia fet una primera aproximació en un article publicat als Philosophical Transactions el 1719. El 1749 es va publicar una traducció a l'anglès amb l'aparent aprovació de Stirling.